# Kola Román
La Kola Román es una bebida gaseosa de Colombia siendo una de las más antiguas del mundo. En términos de popularidad, a un punto se dice que por cada 7 Kolas se vendía una Coca-Cola.

## Características generales
Es una bebida gaseosa de color rojo intenso, con sabor avainillado y dulce. La nuez de cola no es el sabor predominante en la bebida como sugiere el nombre.
En el Caribe colombiano es una bebida tradicional. Es usada en remedios caseros, postres y platos típicos cómo los Plátanos en tentación, el Pan de sal remojado en Kola Román y Malteada (Kola Román con leche).

## Historia
La Kola Román nace en 1863 en la ciudad de Cartagena de Indias, casi dos décadas antes de la mundialmente famosa Coca-Cola. Henrique L. Carlos y Antonio, hijos del patriarca Román y Picón, en 1863 compraron una máquina de gaseosas en Inglaterra. Siendo una de las bebidas de su estilo más antiguas del mundo y que salió antes de la Ecuatoriana Fioravanti, cuando la sociedad entre hermanos se disolvió, Carlos Román Polanco se quedó con las máquinas. Sus características originales eran parecidas a las de una típica Kola Champaña y su consumo no era altamente generalizado por estos años debido a que las personas no estaban acostumbradas a ingerir este tipo de bebidas, Industrias Román S.A. cambian significativamente esto, posicionándose como la compañía número 1 de gaseosas en la Costa Caribe colombiana.
En la década de 1920, la Kola Román ya era popular en la ciudad de Cartagena, pero la distribución se vio severamente afectada por la introducción de la "Kola Walter" en el mercado de la ciudad. Para no permitir que la bebida sufriera reveses comerciales, los Laboratorios Román S.A. en cabeza de Henrique Pío Román del Castillo (químico) junto a Luis Carrillo, deciden reinventar la fórmula y después de tres años de trabajo logran inventar la fórmula que actualmente se usa y reconoce nacionalmente. Esta fórmula se mantiene intacta desde 1936, cuando fue utilizada por primera vez. La Kola Román es producida por FEMSA como consta en su botella.
En 1970 se fusionó con la embotelladora de Coca-Cola en Colombia, y la embotelladora de Barranquilla y Cartagena empiezan Industrias Román. En 1982 firman un contrato de licencia de uso de marca con Coca-Cola Femsa, con una duración de 15 años, en condición de que mantuviera el nombre Kola Román en la etiqueta.